# Jesper Jul
Jesper Jul (død den 7. december 2016 i Albertslund) var en dansk karatesportsmand og hundefører ved politiet. Under sit arbejde blev han skudt.
Jul havde en bemærkelsesværdig karriere inden for karate, som han begyndte på allerede som 11-årig. 
Han vandt seks DM-guld, to DM-sølv og tre DM-guld Master og blev helt usædvanligt kåret til "DM Bedste Fighter" tre gange.
Med Peter Grubb stiftede han karateklubben Tatakau.